# 砥部衝上断層

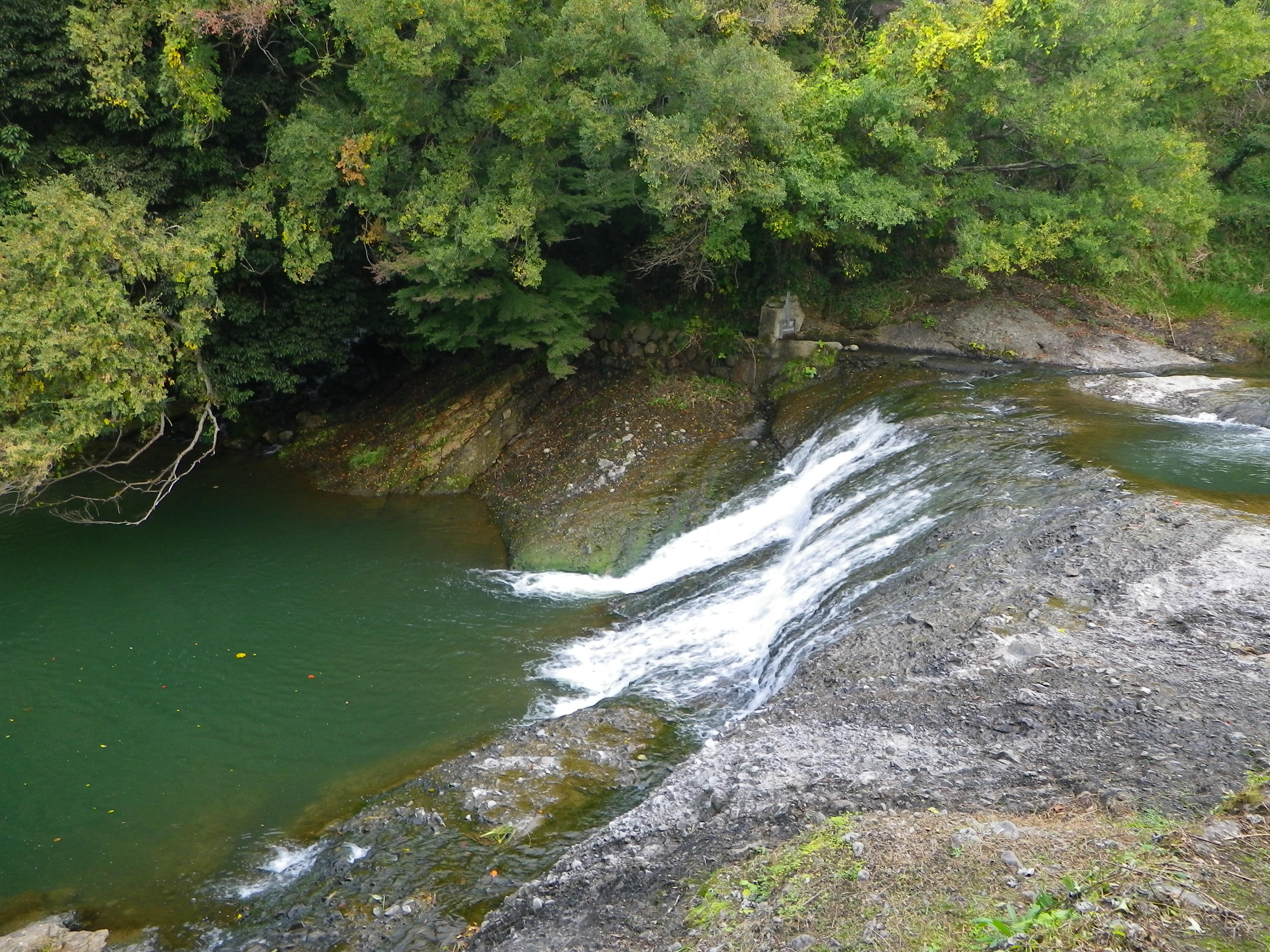
砥部川によって洗い出された砥部衝上断層
断層が河を横切っており両岸に断層の断面が見られる。上流部に硬い礫岩層、下流側に断層で破砕してもろい層があるため川床に段差ができる。

砥部衝上断層（とべしょうじょうだんそう）は、愛媛県伊予郡砥部町岩谷口の砥部川中流域にある中央構造線の露頭。昭和13年に「国の天然記念物」に指定されており、「日本の地質百選」にも選定されている。

## 特徴
衝上断層とは逆断層の一種で、断層面の傾きが45°よりも水平に近い断層を指す。断層の下側は、約1700万年前に堆積した久万層群という礫岩層が中央構造線の南東側の基本構造であるジュラ紀の三波川変成岩上に堆積しており、断層面を挟んだ上側はより古い約7000万年前の和泉層群という堆積岩が覆いかぶさっている。この断層が動いた年代は約1500万年前とされている。
なお四国には活断層帯である「中央構造線活断層系」が、地質の境目である中央構造線に概略沿って走っているが、両者の位置は必ずしも一致していない。この露頭付近では約3-5㎞北にある伊予断層が中央構造線活断層系であり、砥部衝上断層は現在活動していない。

## アクセス
露頭の周辺の約200mは「衝上（つきあげ）断層公園」として整備されている。車で訪れる場合は松山ICから約20分、国道379号線沿いに駐車場がある。バス利用は伊予鉄道松山市駅から砥部行きに乗り「断層口」下車すぐ。